# Agregación de cuentas
La agregación de cuentas es un método que consiste en recopilar información de diferentes cuentas, que puede incluir cuentas bancarias, cuentas de tarjetas de crédito, cuentas de inversión y otras cuentas de consumidores o comerciales, en un solo lugar. Esto puede incluir una base de datos o puede proporcionarse a través de un screen scraping en el que el usuario proporciona la información de acceso a la cuenta necesaria para que un sistema automatizado reúna y recopile la información en una sola página. Por lo general, esta base de datos reside en una aplicación basada en la web o en un software del lado del cliente. Si bien estos servicios están diseñados principalmente para agregar información financiera, a veces también muestran otras cosas, como el contenido de los buzones de correo electrónico y los titulares de las noticias.
La Unión Europea, en su objetivo de crear una Zona Única de Pagos en Euros, publica en 2007 la primera Directiva de Servicios de Pago 2007/64/EC, más conocida por sus siglas en inglés PSD. En noviembre de 2015 se aprueba la Segunda Directiva de Medios de Pago 2015/2366, que entra en vigor el 13 de enero de 2018. Esta segunda directiva o PSD2, que obliga a las Entidades Financieras a permitir el acceso de terceras empresas (TPP) a sus plataformas de Banca Digital, siempre que cuenten con el permiso del Cliente y cuenten con la licencia oportuna. La transposición de esta segunda directiva de pagos a la legislación española tiene lugar el 23 de noviembre de 2018, mediante la publicación en el BOE del Real Decreto Ley 19/2018, sobre servicios de pago y otras medidas urgentes en materia financiera.

## Antecedentes
Uno de los primeros servicios importantes de agregación de cuentas fue el servicio «Mis Cuentas» de Citibank, aunque este servicio finalizó a finales del 2005 sin explicación por parte de Citibank. Mucho se ha dicho en el sector de los servicios financieros y bancarios sobre los beneficios de la agregación de cuentas —principalmente la lealtad del cliente y del sitio web que podría generar para los proveedores—, pero la falta de responsabilidad y compromiso por parte de los proveedores es una de las razones del escepticismo sobre el compromiso con esos mismos proveedores.
En Europa, la primera entidad en lanzar un servicio de agregación de cuentas fue Bankinter en 2001, seguida al poco tiempo por Patagon (ahora Openbank). En poco tiempo, una buena parte de las entidades financieras españolas lanzaron o se prepararon para lanzar servicios de agregación financiera similares al ofrecido por Bankinter. En Italia, Banca Primavera también lanzó un servicio similar. No obstante, los primeros agregadores financieros encontraron muchos problemas. Por un lado, gran parte del sector financiero lo vio como un movimiento demasiado hostil por parte de alguno de sus competidores, y pusieron todo tipo de medidas para evitar ser agregados, generando inestabilidad en el servicio. Por otra parte, se trataba de un servicio muy innovador para el que la mayor parte de los consumidores todavía no estaban preparados.
En 2003, Bankinter y Caja Madrid eBusiness crearon la primera compañía dedicada a la agregación financiera de Europa, Eurobits Technologies.
En 2008, BBVA lanza el servicio «Tu Cuentas» basado en la agregación financiera y que fue analizado en un artículo de Forrester Research en el que lo consideraba como la banca del futuro.
En 2012, Afterbanks, perteneciente a Indra Sistemas, lanza una API Rest que permite a aplicaciones de terceros recuperar los datos de forma síncrona, posibilitando nuevos casos de uso, como el scoring en tiempo real en la concesión de préstamos. En 2022 su fundador deja la empresa para fundar Wealth Reader, con la visión de dar acceso estandarizado a todos los productos de la banca en Europa, más allá del acceso a cuentas corrientes.

## Internet
Los usuarios de ayudas del servicio para dirigir su dinero en el Internet (típico desktop las alternativas incluyen Dinero de Microsoft, Intuit Quicken etc.) en un fácil de utilizar manera donde  consiguen funcionalidades  como contraseña sola, acceso de un clics a dato de cuenta actual, valor neto total y análisis de gasto etc.
Múltiples instituciones financieras y cooperativas de crédito de los Estados Unidos están proporcionando el servicio, sin embargo, la mayoría de las veces un proveedor, como Pageonce o Yodlee, es el proveedor de soluciones tecnológicas. Mientras que fuera de los Estados Unidos, la agregación de cuentas del lado del cliente, proporcionada por el proveedor de soluciones tecnológicas eWise, ha sido adoptada por instituciones financieras como Citibank y First Direct (propiedad de HSBC) en el Reino Unido, y Westpac en Australia. Otros proveedores de servicios de agregación de cuentas relevantes en Europa son Unnax, Afterbanks y Wealth Reader, cuya tecnología de agregación se ha utilizado por bancos como BBVA, Banco Santander o ABANCA, así como por un número creciente de proveedores independientes de PFMs (gestores de finanzas personales) basados en la web y en el móvil, como Fintonic o el desaparecido Mooverang (Euroconsumers). Desarrollos como la banca abierta facilitan el acceso de terceros a los datos de las transacciones bancarias.

## Bancos importantes
La agregación de cuentas ha evolucionado con el Single Sign-On (SSO) en la mayoría de los principales bancos, como Bank of America. Con el SSO (normalmente implementado a través del SAML), las principales instituciones financieras están expandiendo sus servicios de agregación a nuevas áreas. Rich Presentment (obtener toda la información sobre una factura que usted debe) es un servicio que utiliza la agregación extensivamente, y puede ser visto en AOL, usando AOL Bill Pay. La agregación también permite aplicaciones como transferencias de fondos, aperturas de cuentas nuevas, pago de facturas con tarjeta, etc.

## Asesores financieros independientes
Los Asesores Financieros Independientes es otro grupo en el que los agregadores de cuentas están empezando a centrar su atención. Habiendo visto la creciente competencia de las casas de alambre y los corredores Breakaway, posicionarse como el asesor principal de sus clientes no es tan fácil como antes.
La agregación de cuentas ayuda a estos asesores a obtener una ventaja competitiva al proporcionar una mirada a las cuentas mantenidas y no administradas de sus clientes. Los proveedores de agregación de cuentas como Blueleaf, ByAllAccounts, Private Client Resources, Quovo, Wealth Access y Ábaco en Latinoamérica se especializan en trabajar con la industria del asesoramiento, y proporcionan datos históricos a nivel de transacciones que están normalizados y listos para la conciliación.